# Erich Hoffmann (Fußballspieler)
Erich Hoffmann (* 8. August 1932) ist ein ehemaliger deutscher Fußballspieler, der von 1949 bis 1958 ausschließlich für den FC Bayern München aktiv war.

## Karriere
Hoffmann gehörte zur Saison 1949/50 dem FC Bayern München als Torhüter an, für den er in seiner Premierensaison acht Punktspiele in der Oberliga Süd bestritt. In der Folgesaison wurde er in keinem Oberligaspiel eingesetzt, da er in Werner Gutendorf einen starken Konkurrenten hatte; so auch in der darauf folgenden Saison, als er nur zwei Punktspiele bestritt. In der Saison 1952/53 bzw. 1953/54 absolvierte er acht bzw. zwei Punktspiele. In der Saison 1954/55 bestritt er 24 von 30 Punktspielen und musste bei nur sechs Siegen seiner Mannschaft 76 Gegentore hinnehmen. Aufgrund des schlechten Abschneidens stieg er mit dem FC Bayern München erstmals – und einmalig bis heute – in die 2. Oberliga Süd ab. In dieser trug er in allen 34 Punktspielen zur Rückkehr in die Oberliga Süd bei. Seine vorletzte Saison, 1956/57, in der er 16 Punktspiele bestritt, krönte er mit seinem einzigen Titel, dem Gewinn des DFB-Pokals.
Er hütete am 4. August 1957 beim 4:1-Sieg im Ausscheidungsspiel beim Spandauer SV in Berlin das Tor – ebenso wie in den ersten elf Punktspielen. Danach wurde der Ungarn-Flüchtling und fünfmalige Nationaltorwart Árpád Fazekas sein Nachfolger. Mit ihm gewannen die Bayern dann auch im Dezember das Pokalfinale gegen Fortuna Düsseldorf mit 1:0, womit der FC Bayern München seinen zweiten nationalen Titel seit 1932 gewann – ein Erfolg zu dem Hoffmann mit seinem Einsatz zu Saisonbeginn beigetragen hat.

## Erfolge
- DFB-Pokal-Sieger 1957